# Alvania renei
Alvania renei is een slakkensoort uit de familie van de drijfhorens (Rissoidae). De wetenschappelijke naam van de soort werd in 1998 voor het eerst geldig gepubliceerd door Henk Hoenselaar en Jeroen Goud.

## Beschrijving
De lengte van de schelp varieert tussen 1,7 en 2,0 mm.

## Verspreiding
Deze soort komt voor in de Atlantische Oceaan, bij de Canarische Eilanden.